# Coupe du monde de ski-alpinisme
Ne doit pas être confondu avec Championnats du monde de ski-alpinisme.
La Coupe du monde de ski-alpinisme est la plus importante compétition de ski-alpinisme organisée chaque année par l'International Ski Mountaineering Federation (ISMF). La compétition consiste en une série d'épreuves organisées entre les mois de janvier et de mai sur une dizaine d'étapes prenant place principalement en Europe. Les épreuves sont l'individuel, le sprint et la verticale, qui apportent des points pour trois classements de spécialités, cumulés dans un classement général. Les vainqueurs de la Coupe du monde de ski-alpinisme sont l'homme et la femme ayant totalisé le plus de points à l'issue de la saison.